# Inozinsav
Az inozinsav egy nukleotid, mely főként az izmokban és más szövetekben van jelen. Az adenozin-monofoszfát (AMP) deaminációjával, majd annak hidrolízisével jön létre. Az inozinsav képlete  C10H13N4O8P. Ipari célokra általában különféle húsokból, főként szardíniából, vagy cukrok baktériumok általi erjesztésével állítják elő. Az inozinsav eredetéről kizárólag a gyártó adhat felvilágosítást, származását vizsgálati módszerekkel nem lehet eldönteni.

## Szerepe a szervezetben
- A hipoxantin ribonukleotidja.
- A purin előállítása során elsőként létrejövő vegyület.
- Az inozinsavból származtatott molekulák között számos nukleinsav található. Ilyen például az adenozin-trifoszfát, mely a szervezet energiaháztartásának nélkülözhetetlen eleme, ugyanis az ATP-ben nagy mennyiségű kémiai energia tárolódik.

## Sói
- E631 dinátrium-inozinát
- E632 dikálium-inozinát
- E633 kalcium-inozinát

## Élelmiszeripari felhasználása
Élelmiszerekben elsősorban ízfokozóként alkalmazzák, E630 néven. Használatával az élelmiszer alacsony sótartalom esetén is intenzív ízű marad. Számos élelmiszerben megtalálható. Napi maximum beviteli mennyisége nincs meghatározva.

## Egészségügyi hatások
12 hétnél fiatalabb csecsemők, valamint asztmás betegek esetében fogyasztásuk nem ajánlott. Mivel lebontása során purin keletkezik, köszvénytől szenvedő embereknél problémák jelentkezhetnek, de ez nem jellemző, mivel az élelmiszerekben általában alacsony koncentrációban fordulnak elő.

## Külső források
- http://www.food-info.net/uk/e/e630.htm
- http://www.food-info.net/uk/e/e631.htm
- http://www.food-info.net/uk/e/e632.htm
- http://www.food-info.net/uk/e/e633.htm